# Petra Volpe
Petra Biondina Volpe, (Suhr, 6 de agosto de 1970) es una guionista y realizadora suiza. Entre sus trabajos destaca El orden divino (2017) una película que explora la liberación sexual femenina con el referéndum para el voto femenino en 1971 en Suiza como trasfondo.

## Biografía
De padre italiano y madre suiza, Petra Biondina Volpe creció en el cantón de Argovia en Suiza. Entre 1992 y 1994, estudió en la Alta Escuela de arte de Zúrich y posteriormente se instala un año en Nueva York. De regreso a Zúrich, trabajó como montadora para la sociedad americana AVID Technology.
En 1997 estudió en la Academia de Cine Konrad Wolf de Potsdam-Babelsberg guion y dramaturgia. Escribe y dirige varios cortometrajes. En 2001, el cortometraje Crevetten logra el premio Accion Light, en el Festival internacional de Cine de Locarno y es nominado como mejor film realizado por estudiantes en el Molodist IFF, Kiev Internacional Film Festival.
Desde 2003 trabaja como realizadora y guionista entre Berlín y Nueva York.
En 2015 fue guionista de Heidi, la película suiza de mayor éxito internacional de la historia.
En 2017 estrenó El orden divino estrenada internacionalmente en el Tribeca Filmfestival, donde ganó tres premios: el premio Nora Ephron, el premio a la mejor actriz en una película internacional y el premio del público. La película fue un éxito de taquilla en Suiza y fue nominada a siete Swiss Film Awards ganando tres.

## Filmografía
- Crevetten (2002) (corto)
- La fidanzata ( 2004) (corto)
- Schlorkbabies an der Raststätte (2005) (corto)
- Schönes Wochenende ( 2006) (TV Movie)
- Kleine Fische ( 2007) (TV Movie)
- Frühling im Herbst ( 2009) (TV Movie)
- Traumland (2013)
- Heidi (2015) Guion
- El orden divino (2017) Guion y dirección